# General Educational Development
Pour les articles homonymes, voir GED.
« High School Diploma » redirige ici. Pour les autres significations, voir High School Diploma (homonymie).
Les examens General Educational Development,,, (GED) est le nom donné à un ensemble de cinq examens matières qui, une fois réussis, affirment qu'une personne détient des compétences académiques de niveau high school aux États-Unis ou au Canada. Le sigle « GED » qui figure sur les diplômes signifie « General Education Diploma », « General Equivalency Diploma »,,, ou « Graduate Equivalency Degree ».
Le GED Testing Service, une entreprise conjointe de l’American Council on Education et de Pearson, est le seul responsable de la création des examens GED. Ils peuvent être remplis sur papier ou via un ordinateur, mais les examens doivent être remplis en personne. Les instances qui administrent les examens remettent un « Certificate of High School Equivalency » (ou tout autre document au titre semblable) à la personne qui a réussi.